# Mathilde Bourdieu
Mathilde Bourdieu (Parijs, 15 april 1999) is een voetbalspeelster uit Frankrijk. Ze speelt als aanvaller voor Olympique Marseille in de Division 1.

## Clubcarrière
Bourdieu doorliep de jeugdopleiding van Toulouse FC. Ze maakte haar profdebuut op 15 maart 2015 in een 1-0 overwinning op Claix.
In 2016 maakte Bourdieu de overstap naar Paris FC, waar ze haar eerste profcontract tot december 2017 tekende. Ze verlengde meermaals haar contract in de Franse hoofdstad met als laatste keer tot medio 2025 op 25 februari 2023. Bourdieu kwam in haar periode bij Paris FC tot 122 competitiewedstrijden waarin ze 38 doelpunten maakte.
In juni 2025 maakte Bourdieu de overstap naar competitiegenoot Olympique Marseille. Ze bewandelde dezelfde weg als Margaux Le Mouël, die in diezelfde zomer eveneens overstapte van Paris FC naar Olympique Marseille.

## Statistieken
| Seizoen | Club                | Land      | Competitie | Wedstrijden | Doelpunten |
| ------- | ------------------- | --------- | ---------- | ----------- | ---------- |
| 2017/18 | Paris FC            | Frankrijk | Division 1 | 4           | 4          |
| 2018/19 | Paris FC            | Frankrijk | Division 1 | 20          | 6          |
| 2019/20 | Paris FC            | Frankrijk | Division 1 | 13          | 1          |
| 2020/21 | Paris FC            | Frankrijk | Division 1 | 0           | 0          |
| 2021/22 | Paris FC            | Frankrijk | Division 1 | 20          | 7          |
| 2022/23 | Paris FC            | Frankrijk | Division 1 | 21          | 13         |
| 2023/24 | Paris FC            | Frankrijk | Division 1 | 21          | 3          |
| 2024/25 | Paris FC            | Frankrijk | Division 1 | 17          | 6          |
| 2025/26 | Olympique Marseille | Frankrijk | Division 1 | 0           | 0          |
| Totaal  | Totaal              | Totaal    | Totaal     | 122         | 38         |

Laatste update: 10 augustus 2025

## Interlandcarrière
Bourdieu maakte haar debuut voor het Franse nationale team op 31 oktober 2023 in een doelpuntloos gelijkspel tegen Noorwegen.